# Лесяк, Евгений Викторович
Евгений Викторович Лесяк (1 марта 1929, Одесса, СССР — 19 сентября 2017, там же, Украина) — советский и украинский тренер по гребле на байдарках и каноэ. Заслуженный работник физической культуры и спорта Украины. Заслуженный тренер Украины по гребле на байдарках и каноэ. Судья всесоюзной и республиканской категорий. Мастер спорта СССР по гребле на байдарках и каноэ. Член Совета ветеранов спорта Одессы.

## Биография
Родился 1 марта 1929 года в Одессе. Спортом стал заниматься во время службы в армии, в 1950 году, а в 1954-м выполнил норматив «Мастера спорта СССР» по гребле на байдарках и каноэ, став чемпионом Украины. В 1955 году стал бронзовым призёром чемпионата СССР (каноэ). А в 1956 году выиграл первую Спартакиаду УССР.
В 1959 году, после окончания факультета физвоспитания Одесского пединститута (с красным дипломом), в котором, по решению учёного совета, получал повышенную Сталинскую стипендию, начал работать в ДЮСШ № 6, которой в итоге отдал 57 лет жизни. За всё это время не только был тренером, но и — с 1966-го по 1989 гг. — работал её директором.
Подготовил плеяду выдающихся спортсменов: 6 мастеров спорта международного класса, 2 заслуженных мастеров спорта, 52 мастеров спорта СССР и УССР, 16 чемпионов СССР, 25 чемпионов СССР среди юниоров, большое количество призеров первенств СССР и УССР.
Среди его учеников:
- Юрий Чебан[2] — заслуженный мастер спорта Украины по гребле на байдарках и каноэ, бронзовый призер ХХІХ Олимпийских игр, чемпион ХХХ и ХХХІ Олимпийских игр.

С 1962 года на протяжении 40 лет был тренером сборной юношеской команды Украины.
В 1967 году за подготовку спортсменов высокого уровня удостоен звания «Заслуженный тренер Украины по гребле на байдарках и каноэ».
В 2009 году за подготовку выдающихся спортсменов и высокие показатели в работе получил звание «Заслуженный работник физической культуры и спорта Украины» (Указ Президента от 10.09.2009 г. № 729).
За активную жизненную позицию, личный вклад в развитие игровых видов спорта в Одессе был награждён Почётной грамотой исполнительного комитета Одесского городского совета, Почётной наградой Одесского городского головы «Благодарность», а также наградами «Знак почета», «За заслуги перед городом» и «Трудовая слава».